# Randy Miller
Randy Miller (Ellenville, ...) è un compositore, arrangiatore e direttore d'orchestra statunitense.
Ha composto musiche per film e serie televisive, tra cui: Hellraiser III, Prancer - Una renna per amico e M.A.N.T.I.S..

## Filmografia parziale

### Cinema
- La casa 4 (Witchcraft), regia di Martin Newlin (1988)
- Hellraiser III (Hellraiser III: Hell on Earth), regia di Anthony Hickox (1992)
- Darkman II - Il ritorno di Durant (Darkman II: The Return of Durant), regia di Bradford May (1995)
- Darkman III - Darkman morirai (Darkman III: Die Darkman Die), regia di Bradford May (1996)
- Without Limits, regia di Robert Towne (1998)
- Prancer - Una renna per amico (Prancer Returns), regia di Joshua Butler (2001)
- Jack and the Beanstalk, regia di Gary J. Tunnicliffe (2010)

### Televisione
- M.A.N.T.I.S. - serie TV, 11 episodi (1994-1995)
- Il diritto di non parlare (The Right to Remain Silent) - film TV, regia di Hubert C. de la Bouillerie (1996)
- Oltre i limiti (The Outer Limits) - serie TV, 6 episodi (1996-1998)
- Hitched - Senza via di scampo (Hitched) - film TV, regia di Wesley Strick (2001)
- L'incendiaria (Firestarter 2: Rekindled) - miniserie TV (2002)
- Spartaco - Il gladiatore (Spartacus) - film TV, regia di Robert Dornhelm (2004)
- 30 caffè per innamorarsi (Brimming with Love) - film TV, regia di W.D. Hogan (2018)